# آندره اکپان
آندره اکپان (انگلیسی: Andre Akpan؛ زادهٔ ۹ دسامبر ۱۹۸۷) بازیکن فوتبال سابق اهل ایالات متحده آمریکا است.
از باشگاه‌هایی که در آن بازی کرده‌است می‌توان به باشگاه فوتبال نیویورک رد بولز، نیوانگلند رولوشن، و باشگاه فوتبال کلرادو رپیدز اشاره کرد.
وی همچنین در تیم ملی فوتبال United States U20 بازی کرده‌است.